# Oídos sordos
Oídos Sordos es el séptimo libro de la psicóloga chilena Pilar Sordo. Fue publicado por Editorial Planeta en febrero de 2016.

## Reseña
«Oídos sordos. Un llamado a escuchar las señales del cuerpo y encontrar la verdadera salud.» Es un libro de la psicóloga, escritora y conferencista chilena Pilar Sordo. En el mismo la autora relata cómo investigó y además combatió su enfermedad, convirtiendo en partes como autobiográfico.
El libro fue editado en Chile, México, Uruguay, Argentina y Perú.
En 2016 fue galardonado con el Premio Libro de Oro de la Cámara Uruguaya del Libro, que premia a los libros más vendidos en el año.
Estuvo varias semanas número uno en ventas en Argentina en abril de 2016.
El libro estuvo entre los diez más vendidos en Chile y fue superventas en 36° Feria Internacional del Libro de Santiago (Filsa).

El cuerpo es un informador y yo decido si hacerle caso.
Pilar Sordo, abril de 2016.